# Nicolas (métropolite de Kiev)
Pour les articles homonymes, voir Nicolas.
 (avril 2010).
Si vous disposez d'ouvrages ou d'articles de référence ou si vous connaissez des sites web de qualité traitant du thème abordé ici, merci de compléter l'article en donnant les références utiles à sa vérifiabilité et en les liant à la section « Notes et références ».
Nicolas (mort en 1104) fut patriarche de Kiev et de toute la Rus' de 1097 à 1101.